# Geijersholm
Geijersholm is een plaats in de gemeente Hagfors in het landschap Värmland en de provincie Värmlands län in Zweden. De plaats heeft 243 inwoners (2005) en een oppervlakte van 29 hectare.

## Verkeer en vervoer
Bij de plaats loopt de Länsväg 245/Länsväg 246.